# Haus Lips aus Schlitz

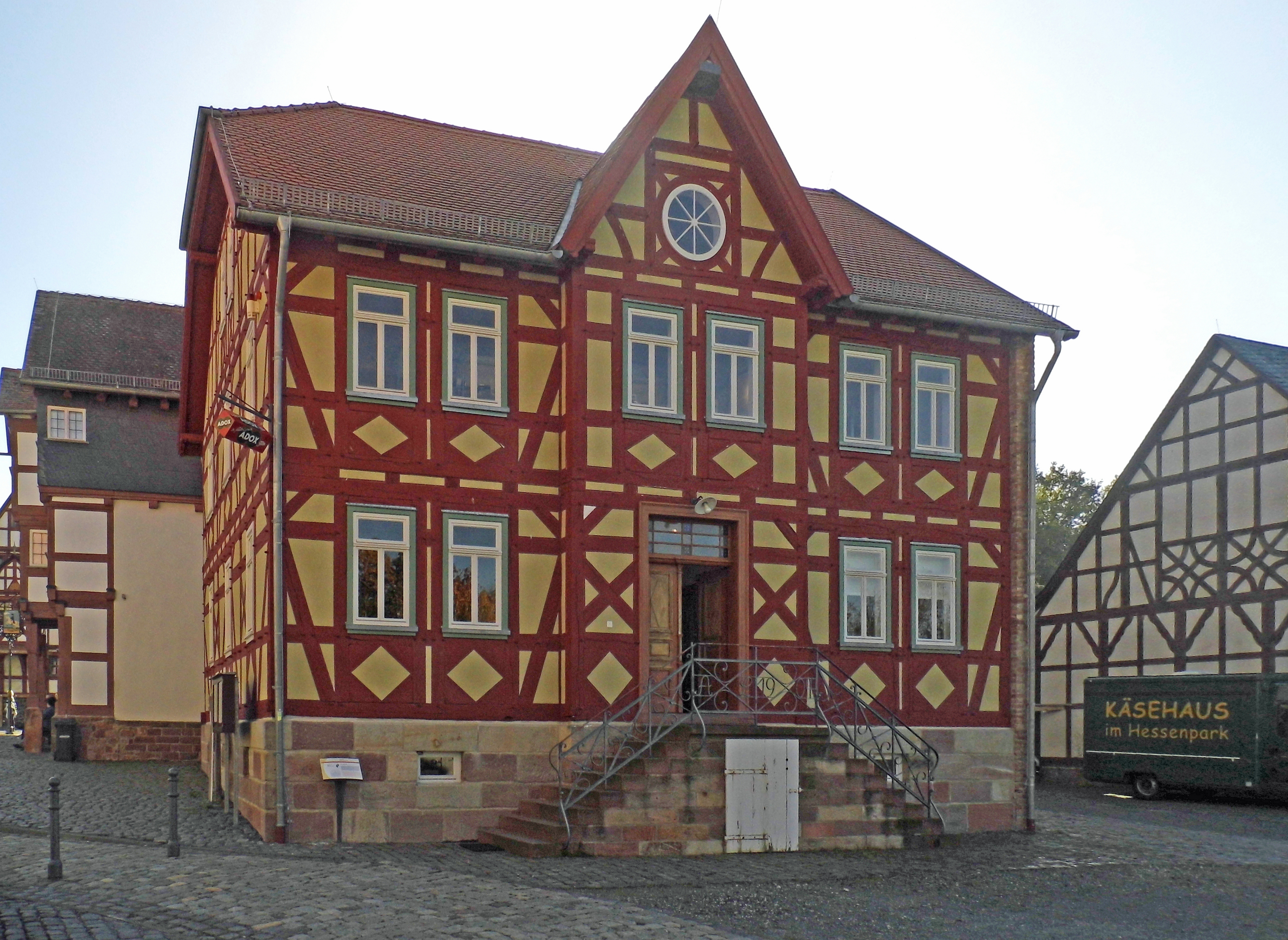
Haus Lips aus Schlitz, Front

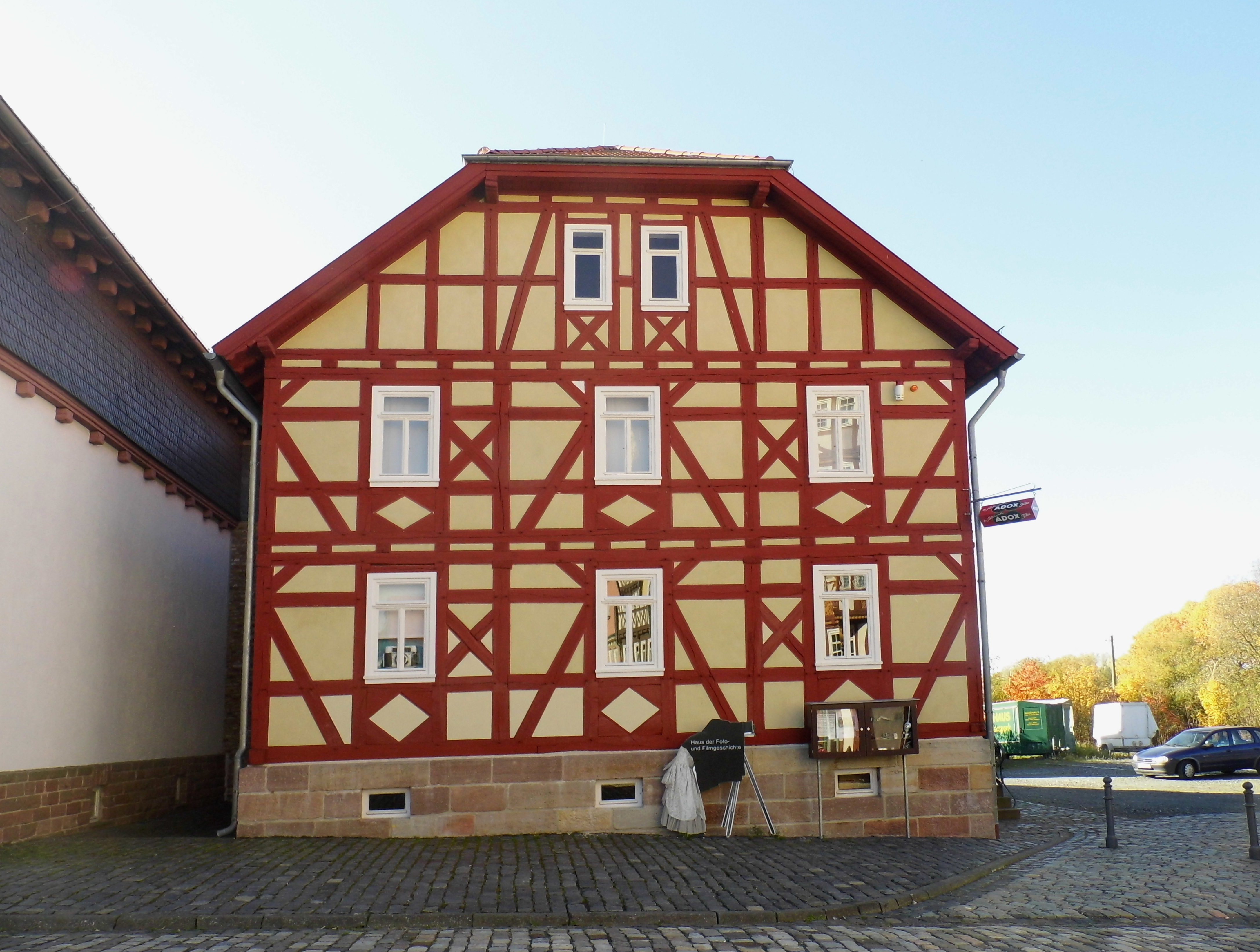
Haus Lips aus Schlitz, Seite

Das Haus Lips aus Schlitz ist ein 1995 bis 2005 wieder errichtetes Gebäude aus Queck, heute einem Ortsteil von Schlitz, im Hessenpark.

## Geschichte des Hauses
1904 ließen Bürgermeister Adam Lips (1856–1918) und seine Frau Margarethe (1863–1939) das repräsentative Fachwerkhaus errichten. Zimmermeister Poppert aus Langenschwarz war der Baumeister. Der erste Raum rechts im Haus diente als Bürgermeisterei und Standesamt, ein weiterer Raum als Fremdenzimmer und der Rest des Gebäudes wurde von der Familie Lips genutzt.
Der halböffentlichen Nutzung entsprach das aufwändige, symmetrische Schmuckfachwerk des Gebäudes mit den für die Region typischen Rauten und Andreaskreuzen. Beim Bau griff man im Stil des Historismus bewusst auf traditionelle Formen und Handwerkstechniken zurück.
1948/49 fanden Umbauten statt, bei denen Fensteröffnungen auf der Rückseite verändert wurden. Nach schweren Hagelschäden 1957 wurden die ursprünglichen Fensterscheiben ersetzt.
Die Kosten der Sanierung, um die sanitären Einrichtungen auf den Stand der Technik zu bringen, waren zu hoch, weshalb Familie Lips 1970/71 einen Neubau errichten ließ. Der Altbau sollte abgerissen werden.

## Wiederaufbau
Stattdessen wurde das Haus 1977 abgebaut und in den Hessenpark verbracht. In den Jahren 1995/96 wurden die Balken saniert und damit der Wiederaufbau vorbereitet. 2002 bis 2005 erfolgte der Wiederaufbau. Das Haus ist heute Teil der Baugruppe Marktplatz des Hessenparks. Es zeigt als Dauerausstellung die Geschichte der Fotografie in Hessen anhand von vielen Originalkameras (z. B. der Marke Leica) und anderer Exponate.